# Elaeocarpus terminalioides
Elaeocarpus terminalioides är en tvåhjärtbladig växtart som beskrevs av Schlechter. Elaeocarpus terminalioides ingår i släktet Elaeocarpus och familjen Elaeocarpaceae. Inga underarter finns listade i Catalogue of Life.